# Minoo Akhtarzand
Minoo Hilda Akhtarzand (persiska: مینو اختر زند), född 1 december 1956 i Teheran i Iran, är en iransk-svensk företagsledare och ämbetsman.
Akhtarzand är utbildad civilingenjör inom elektroteknik vid Kungliga Tekniska Högskolan. Hon har i många år verkat inom energibranschen, bland annat som VD och affärsansvarig på Vattenfall Sveanät AB. Akhtarzand har varit länsarbetsdirektör i Uppsala län och var generaldirektör vid Banverket 2008–2010. Den 1 september 2010 tillträdde Akhtarzand som landshövding i Jönköpings län och 1 februari 2016 som landshövding i Västmanlands län, på ett förordnande som sträckte sig till 30 november 2021.
Hon har sedan 1990 varit engagerad i ett stort antal olika organisationer, bolag och råd i egenskap av ledamot eller styrelseordförande. Bland annat var hon ledamot och vice styrelseordförande för Exportkreditnämnden under perioden 2010 - juni 2016 samt ledamot av styrelsen för Fortum-koncernen från 2011 till april 2017. Hon utsågs till Årets Ruter Dam 2008. Från och med 1 maj 2013 är hon ordförande för Södertörns högskola.

## Utmärkelser
- H. M. Konungens medalj i guld av 12:e storleken i Serafimerordens band (Kon:sGM12mserafb, 2022) för framstående samhällsinsatser[2]

### Fotnoter
1. ↑  Minoo Akhtarzand ny landshövding i Västmanland, pressmeddelande från regeringen 2015-12-10
2. ↑  ”Medaljförläningar 28 januari 2022”. Kungl. hovstaterna. Arkiverad från originalet den 29 januari 2022. https://web.archive.org/web/20220129082246/https://www.kungahuset.se/monarkinhovstaterna/ordnarochmedaljer/aktuellt/aktuelltkmo/medaljforlaningar28januari2022.5.d5ab6dc17db8288e2a237a4.html. Läst 28 januari 2022.

### Webbkällor
- Regeringens pressmeddelande 20 maj 2010
- Regeringens pressmeddelande 11 april 2013